# Lepidepecreella nellae
Lepidepecreella nellae is een vlokreeftensoort uit de familie van de Lepidepecreellidae. De wetenschappelijke naam van de soort is voor het eerst geldig gepubliceerd in 2010 door Stoddart & Lowry.